# Cyrtochilum melanthes
Cyrtochilum melanthes là một loài thực vật có hoa trong họ Lan. Loài này được (Rchb.f. & Warsz.) Kraenzl. mô tả khoa học đầu tiên năm 1917.